# The Fame Monster
The Fame Monster (стилізовано як The Fame Mons†er) — перевидання дебютного альбому «The Fame» американської виконавиці Леді Ґаґа, що вийшов 18 листопада 2009. Це вісім пісень, що вийшли окремим від «The Fame» виданням. 15 грудня став доступний Super Deluxe Fame Monster, що містить відразу обидва альбоми.
Альбом присвячений темній стороні слави, яку Гага зазнала під час свого першого світового туру, і яка виражена метафороюmonster(монстр). Зв'язок із дебютним альбомом проходить через Інь і ян концепцію. Оформленням альбому займався французький дизайнер Геді Сліман (Hedi Slimane), який додав співачці готичний образ на фотосесії, а власне композиції натхненні поєднаннями готичною музикою з модними дефіле, реалізованими в поп напрямку. Більшість відгуків критиків були або змішаними, або позитивними, але практично всі віддали свою перевагу композиціям «Bad Romance» і «Dance in the Dark».
Після випуску альбому в ряді європейських країн його щотижневі продажі стали підсумовуватися з продажами альбому «The Fame», в той час як у чартах Америки, Канади та Японії можна зустріти обидва альбоми. «The Fame Moster» досяг першого місця в більшості великих країн, як і перший сингл «Bad Romance». Пісня очолила хіт-листи Британії та Канади, і другій позиції в Billboard Hot 100. The Monster Ballтур на підтримку альбому стартував 27 листопада в Канаді, і тривав до травня 2011 року.

## Про альбом
У Північній Америці і Великій Британії «The Fame Monster» вийшов як восьмитрековий альбом 23 листопада 2009. Між тим, офіційний сайт Гаги підтвердив вихід Делюкс версії, яка буде включати перший альбом співачки «The Fame» як бонус-диск. Спочатку було заплановано випустити Делюкс Версію, однак, Гага порахувала це неправильним і було вирішено випустити альбом окремим диском. Під час спільного з Dr. Dre випуску її також названих навушників, Гага сказала про перевидання:
| Я вважаю перевидання — це нечесно, […] Це для артистів, які включають нові сингли у вже закінчені роботи, щоб тримати альбом на плаву. Спочатку мій лейбл хотів включити тільки три нові пісні, але тепер їх набагато більше. Тепер це цілісний матеріал для нового альбому. |

Щодо назви «The Fame Monster», Гага сказала, що це було лише збігом, що воно схоже на назву навушників, які вона змоделювала. Вона до того часу, в березні, вже написала пісню «Monster», до того, як у неї була зустріч з Dr. Dre і Нілом Лі, президентом компанії «Monster Cable», для того, щоб обговорити майбутню співпрацю. Пізніше Гага пояснила, що тоді вона божеволіла за фільмами з монстрами і заявила, що: «Це було схоже на те, що мене захопило вивчення зірковості і тих способів, якими слава стає монстром в суспільстві. І це те, про що мій новий альбом, і це прекрасний крок вперед». Першим синглом із нового альбому вийшов «Bad Romance». Пізніше Гага повідомила, що перевидання буде містити вісім нових пісень, плюс її дебютний альбом повністю. «The Fame Monster» написаний про той бік слави, з якою Гага зіткнулася в 2008–2009 роках. Вона пояснила, що:
| На моєму перевиданні «The Fame Monster» я написала про все, про що я не писала на «The Fame». Під час подорожі по світу протягом двох років, я зіткнулася з декількома монстрами, кожен з яких представлений в різних піснях на новій платівці: це мій «Страх Монстра сексу», «Страх Монстра алкоголю», «Страх Монстра Любові», «Страх Монстра смерті», мій «Страх Монстра самотності» і так далі. Я провела багато ночей у Східній Європі і цей альбом — поп-експеримент з індастріал / готичними бітами, танцювальними мелодіями 90-х, маною того лірично геніального меланхолійного попу 80-х і подіуму. Я писала в той час, як дивилася модні покази без звуку, і я повинна сказати, що моя музика була створена для них. |

Серед інших пісень Гага виділила баладу «Speechless», яку вона присвятила своєму батькові. Вона також зазначила, що нові пісні не зачіпають теми грошей і слави, а радше щось середнє між ними і були написані для її фанатів. Гага порівняла настрій альбомів «The Fame» і «The Fame Monster», як протилежні і назвала їх відповідними Інь і Янь. За її твердженням вона відчувала роздвоєння особистості під час створення альбому. В інтерв'ю каналу MTV вона говорила: «Я готова до майбутнього, але я шкодую про минуле […] І це дійсно важливий обряд для руху — необхідно все відпустити. Ви повинні все оплакати так, як ніби воно померло і після цього ви зможете рухатися далі, приблизно про це і альбом».

## Склад

Леді Ґаґа виконує пісню «So Happy I Could Die»

«The Independent» написали, що перша пісня альбому «Bad Romance», задає тон всьому альбому, чия домінантна атмосфера і естетика, від монохромної обкладинки до використання емблеми меча в оформленні, — повністю готичний. Слова «I want your ugly; I want your disease …» в «Bad Romance» посилаються до творів Boney M, і він музично нагадує п'ятий студійний альбом «Black Celebration», групи «Depeche Mode». Лірика містить зомбі-метафори в пісні «Monster» («Він з'їв моє серце …»), по Cossacks-ки звучну музику в «Teeth» («Спробуй шматок мого м'яса поганої дівчинки …») і «Dance in the Dark» («Силікон, солончак, отрута, введена в мене…»). Подальша лірика також звертається до знаменитих людей, які загинули трагічною смертю: Мерилін Монро, Джуді Гарленд, Сільвія Плат, Принцеса Діана, Ліберансе і Джон-Беннет Ремсі. «Monster» музично складається з пилозвучащих синтезаторів і інструментування з жорстких ударних. «Speechless» це натхненна роком 70-х балада, яка зачіпає тему жорстокості у відносинах з лірикою: «I can't believe how you slurred at me with your half-wired broken jaw» (укр. Я не можу повірити, ти вдарив мене, з твоєю напіввідвислою, зламаною щелепою). Пісня складається з вокальних гармоній і гітарних рифів, які, на думку «PopMatters», можна порівняти з роботами Фредді Мерк'юрі та «Queen». Пісня записана тільки з живим інструментами: ударні, гітари, бас. Гага записала партію фортепіано. Пісня була спродюсована Роном Фейром.

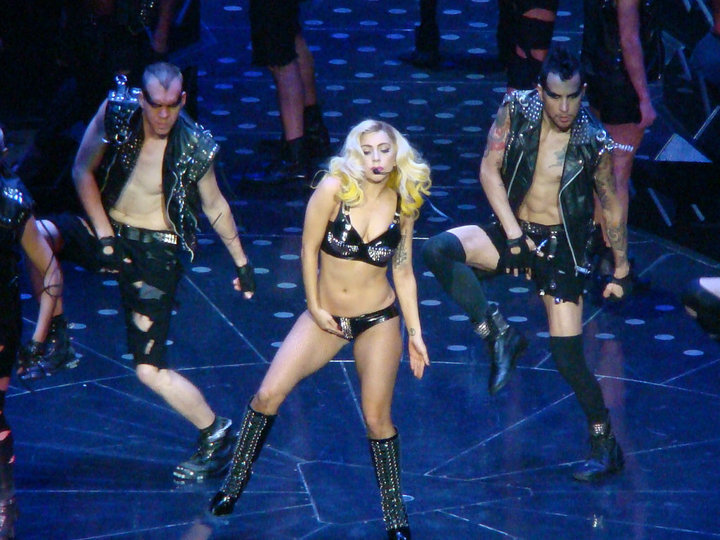
Леді Ґаґа виконує пісню «Telephone»

П'ятий трек альбому, пісня «Dance in the Dark», описує дівчину, яка почувається некомфортно, займаючись сексом. Говорячи про пісню, Гага сказала: «Вона не хоче, щоб її чоловік бачив її голою. Вона буде вільною, і вона випустить свого внутрішнього звіра назовні, але тільки коли згаснуть вогні». У «So Happy I Could Die» Гага представляє оду сексуальним почуттям і діям, де вона співає «I love that lavender blonde / The way she moves the way she walks / I touch myself, can't get enough» (укр. «Я люблю ту лавандову блондинку / Те, як вона рухається, те, як вона ходить / Я торкаюсь себе, але не можу повністю насолодитися»). По суті, ця пісня про любов, але об'єктом любові в цьому випадку виявляється сама Гага, в той час як вона говорить із собою, дивиться на себе, випиває, танцює і мастурбує. Голос Гаги в пісні видається дуже спокійним. У пісні також використовується auto-tune. «Alejandro» включає елементи музики груп «ABBA» і «Ace of Base», з лірикою, що говорить про те, що Гага відкидає гарем латиноамериканських чоловіків. «Telephone» говорить про те, що співачка воліє танцювати більше, ніж відповідати на дзвінки свого хлопця. Остання пісня «Teeth» містить у собі елементи Євангеліє, а лірика написана в садо-мазо стилі.

## Реліз і творча робота
Спочатку альбом мав стати просто перевиданням дебютного альбому Гаги The Fame, виданим у дводисковому бокс-сеті. Однак, в інтерв'ю MTV 12 листопада 2009 року, Гага сказала, що альбом вийде на одному диску як самостійна творча робота. Гага також оголосила про релізи «The Fame Monster Deluxe Edition» і «Super Deluxe Fame Monster Pack» версій альбому, які були видані 15 грудня 2009 року. Другий із двох повинен був містити ексклюзивні продукти, виготовлені креативною командою Гаги «Haus of Gaga» і навіть локон волосся виконавиці. Гага пояснила ці рішення так:

У середині роботи над The Fame Monster, до мене несподівано прийшло одкровення, що це по суті мій другий альбом […] Я не могла не додати, ні прибрати жодної пісні з цього EP. Альбом виявився повністю виконаною, концептуальною і сильною, здатною стояти на своїх двох ногах, платівкою, якій не потрібен The Fame. Для тих, у кого немає мого дебютного альбому, ми створили серію подвійних, колекційних дисків, що включають обидва альбоми і спеціальні артпродукти створені «Haus of Gaga» спільно з нашим керівником, Хейді Сліменом.

3 травня 2010, The Fame Monster був виданий на USB-флеш-накопичувачі, як «The Fame Monster Limited Edition». До альбому увійшла змінена версія альбому The Fame Monster, а також 9 реміксів, 8 музичних відео Гаги, цифровий буклет, обкладинки синглів і фото-галерея виконавиці.
Дві обкладинки для альбому були зняті дизайнером і фотографом Хейді Слімен. Перша зображення показує Гагу з білим волоссям, одягнену в чорний жакет. Друге зображення показує Гагу з чорними волоссям і тушшю, що потекла. Пояснюючи концепцію обкладинки, Гага говорила, що коли вона сіла і стала придумувати загальну концепцію альбому, їй захотілося зробити обкладинку в темному і найгострішому ключі, ніж всі створені нею раніше. Однак її лейбл порахував представлену роботу дуже складною і готичною, назвавши її не попсовою. Гага заявила у відповідь, що:

Ви гадки не маєте, що таке поп, тому що кожен говорив мені, що я не була попсовою в минулому році, ну і що з того, вже я то знаю, що таке поп. […] Це кумедно, тому що я думала і думала і думала над цим, і, в кінцевому підсумку, зупинилася на двох обкладинках, тому що хотіла через них уявити інь і янь концепцію мого альбому […] Мені не хочеться створювати гламурні фото, де я буду схожа на всіх цих блондинок. Я хочу, щоб мої фанати побачили ці фото і сказали: «Я розумію, що вона відчуває».

## Список композицій
Офіційний трек-лист дляThe Fame Monsterбув оголошений через Universal Music Japan 14 жовтня 2009.
| #  | Назва                           | Автор музики                                                           | Тривалість |
| -- | ------------------------------- | ---------------------------------------------------------------------- | ---------- |
| 1. | «Bad Romance»                   | Lady Gaga, RedOne                                                      | 4:55       |
| 2. | «Alejandro»                     | Lady Gaga, RedOne                                                      | 4:34       |
| 3. | «Monster»                       | Lady Gaga, RedOne, Space Cowboy                                        | 4:10       |
| 4. | «Speechless»                    | Lady Gaga                                                              | 4:30       |
| 5. | «Dance in the Dark»             | Lady Gaga, Fernando Garibay                                            | 4:48       |
| 6. | «Telephone» (featuring Бейонсе) | Lady Gaga, Rodney Jerkins, LaShawn Daniels, Lazonate Franklin, Beyoncé | 3:40       |
| 7. | «So Happy I Could Die»          | Lady Gaga, RedOne, Space Cowboy                                        | 3:55       |
| 8. | «Teeth»                         | Lady Gaga, Teddy Riley                                                 | 3:40       |

| US / Canadian iTunes bonus track | US / Canadian iTunes bonus track | US / Canadian iTunes bonus track | US / Canadian iTunes bonus track |
| #                                | Назва                            | Автор музики                     | Тривалість                       |
| -------------------------------- | -------------------------------- | -------------------------------- | -------------------------------- |
| 9.                               | «Bad Romance» (Starsmith Remix)  | Lady Gaga, RedOne, Starsmith     | 4:55                             |

## Чарти та продажі
У таблиці показані найвищі позиції альбому в чартах альбомів різних країн світу. У ряді країн, не представлених у списку, позиції The Fame і The Fame Monster збігаються.
| Країна (2009)   | Найвища позиція |
| --------------- | --------------- |
| Австралія       | 1               |
| Австрія         | 2               |
| Бразилія        | 5               |
| Канада          | 2               |
| Данія           | 2               |
| Фінляндія       | 2               |
| Угорщина        | 3               |
| Німеччина [ A ] | 1               |
| Ірландія        | 1               |
| Італія          | 2               |
| Японія          | 3               |
| Мексика         | 14              |
| Нова Зеландія   | 1               |
| Польща          | 1               |
| Росія           | 3               |
| Іспанія         | 7               |
| Чехія           | 3               |
| Швеція          | 2               |
| Швейцарія       | 1               |
| Велика Британія | 1               |
| США.            | 5               |

### Сертифікації
| Країна        | Сертифікат          |
| ------------- | ------------------- |
| Австралія     | 3 × Платиновий диск |
| Бразилія      | 2 × Платиновий диск |
| Бельгія       | Платиновий диск     |
| Європа        | Платиновий диск     |
| Франція       | 2 × Платиновий диск |
| Угорщина      | Платиновий диск     |
| Нова Зеландія | 4 × Платиновий диск |
| Польща        | 3 × Платиновий диск |
| Росія         | 4 × Платиновий диск |
| США           | Платиновий диск     |